# Kim Son-gu
Kim Son-gu – północnokoreański zapaśnik w stylu wolnym. Czwarte miejsce w mistrzostwach świata w 1989. Brązowy medalista mistrzostw Azji w 1991. Mistrz świata juniorów w 1986 i 1987 roku.